# 乔治·勒库安特
乔治·勒库安特（法語：Georges Lecointe (rower)，1897年8月6日—1932年1月4日），法国男子赛艇运动员。他曾代表法国参加1924年夏季奥林匹克运动会赛艇比赛，获得男子四人单桨有舵手银牌。